# Clóvis Corrêa da Silva
Clóvis Corrêa da Silva (São José das Três Ilhas, 17 de janeiro de 1913 – Valença, 19 de setembro de 1982) foi um político brasileiro, conhecido por ter sido prefeito do município de Valença, no estado do Rio de Janeiro.

## Dados pessoais
Clóvis Corrêa da Silva foi pai de Luiz Antônio da Costa Carvalho Corrêa da Silva, que também seguiu carreira política. Luiz Antônio foi prefeito de Valença por dois mandatos (1973–1976 e 2001–2004), deputado estadual por duas legislaturas (1979–1982 e 1983–1987) e eleito deputado federal em 2018 e reeleito em 2022, conforme registros da Câmara dos Deputados e do Tribunal Superior Eleitoral.
Clóvis Corrêa da Silva nasceu na Fazenda São Felipe, distrito de São José das Três Ilhas, no município de Juiz de Fora (MG), sendo filho de Godofredo Corrêa da Silva e Guilhermina Nery Corrêa da Silva.

## Homenagens
Em reconhecimento a sua contribuição para o desenvolvimento do município, uma rodovia municipal recebeu oficialmente o nome de Rodovia Prefeito Clóvis Corrêa.